# Anđeo Kaić
Fra Anđeo Kaić (Livno, 24. ožujka 1894. – Livno, 29. rujna 1983.),  bosanski franjevac, odgajatelj i slikar.

Fra Anđeo, krsnim imenom Luka, rođen je uglednoj livanjskoj trgovačkoj obitelji Kaić. Osnovnu školu pohađao je u Livnu, gimnaziju u Visokom, studij teologije u Sarajevu i Budimpešti, a studij slikarstva u  Beču. U novicijat je stupio 1910., a za svećenika je zaređen 1916. godine. U više navrata bio je župnik u Livnu (1928. – 1934., 1937. – 1939., 1948. – 1958.), te gvardijan samostana Gorica (1934. – 1937.)

Na samom početku Drugog svjetskog rata, u prosincu 1939. godine, izabran je za provincijala Franjevačke provincije Bosne Srebrene. Pozdravljajući isprva uspostavu  Nezavisne Države Hrvatske kao odraza višestoljetnog sna hrvatskog naroda, Kaić uskoro uviđa razmjere zlodjela ustaške vlasti. Posebno će ostati zapamćena odluka uprave provincije pod njegovim vodstvom kojom se fra Miroslava Filipovića isključuje iz franjevačkog reda radi njegovog sudjelovanja u ustaškom pokolju Srba u okolici Banje Luke u veljači 1942. Kaić također poziva crkvene vlasti da se javno oglase o zločinima:

  »Naš episkopat treba da javno ustane protiv ove pojave, i to jednom skupnom poslanicom, kojom se ova zlodjela osuđuju, a vjernici pozivaju, da ne samo pasivno nego i aktivno ustanu protiv ovih krvnika i izroda. Dosada je, mostarski biskup, fra Alojzije Mišić ustao svojom okružnicom protiv ove pojave osvećivanja, naredivši i teške kazne protiv zločinaca. Ali je potrebno, da svi biskupi, kao predstavnici službeni Katoličke crkve, zajedno dignu glas protiv ovog u nebo vapijućeg grijeha. Ako se bude pustilo, da se i dalje ovako proganja Srbe, nastati će među nama nepremostivi jaz i mržnja, koju će onda naši neprijatelji iskorišćavati na našu vlastitu propast i istrijebljenje." (fra Anđeo Kaić, Kronika)«

Od 1958. do smrti živio je u samostanu Gorica kraj Livna radeći u samostanskoj knjižnici i slikajući livanjske motive i krajolike.